# Гамліц
Гамліц (нім. Gamlitz, словен. Gomilica) — ярмаркова громада в окрузі Лайбніц австрійської федеральної землі Штирія на кордоні зі Словенією. Адміністративна реформа 2015 року об'єднала її з громадою Зульцталь-ан-дер-Вайнштрассе.

## Історія
Територія Гамліца була заселена з кам'яного віку, про що свідчать кельтські тумулуси. До церкви перенесено надгробні камені римлян, що датуються першим століттям.
Назва пов'язана зі слов'янським словом, яке позначало пагорб або поховання. З 1479 по 1532 територія перебувала під османським гнітом.

## Сусідні громади
| Гаймшу                    | Лайбніц      | Вагна                         |
| Гроссклайн                | Розташування | Еренгаузен-ан-дер-Вайнштрассе |
| Лойчах-ан-дер-Вайнштрассе |              | Кунгота (Словенія)            |